# Memphis Open
El torneig de Memphis, oficialment conegut com a Memphis Open, és un torneig de tennis professional que es disputa anualment sobre pista dura al Racquet Club of Memphis de Memphis, Tennessee, Estats Units. Va desaparèixer l'any 2017 quan es va traslladar a Nova York.

El torneig masculí va entrar al circuit ATP l'any 1976 quan es va traslladar a Memphis. Prèviament se celebrava a Salisbury, Maryland amb el nom de U.S. Indoor Championships. També ha tingut els noms de Kroger St. Jude Championship, Volvo Championships i l'actual Regions Morgan Keegan Championships des del 2005. Pel que fa al torneig femení, l'any 2002, Memphis va adquirir els drets del torneig celebrat a Oklahoma City i fou reanomenat Cellular South Cup. A partir de llavors es van disputar conjuntament amb el nom de Regions Morgan Keegan Championships & Memphis International fins al 2013. L'any 2014 es va desplaçar el torneig masculí i femení a Rio de Janeiro, però finalment es va poder mantenir l'esdeveniment per la categoria masculina baixant de categoria a sèries 250 amb el nom de U.S. National Indoor Tennis Championship. En el 2015 va adquirir la denominació actual. En les darreres edicions s'anomenà Regions Morgan Keegan Championships.

## Palmarès

### Individual masculí
| Localització | Any                              | Campió                 | Finalista             | Resultat                      |
| Memphis      |                                  |                        |                       |                               |
| ------------ | -------------------------------- | ---------------------- | --------------------- | ----------------------------- |
| Memphis      | ATP World Tour 250               |                        |                       |                               |
| Memphis      | 2017                             | Ryan Harrison          | Níkoloz Bassilaixvili | 6−1, 6−4                      |
| Memphis      | 2016                             | Kei Nishikori (4)      | Taylor Fritz          | 6−4, 6−4                      |
| Memphis      | 2015                             | Kei Nishikori          | Kevin Anderson        | 6−4, 6−4                      |
| Memphis      | 2014                             | Kei Nishikori          | Ivo Karlović          | 6−4, 7−6(0)                   |
| Memphis      | ATP World Tour 500 / Series Gold |                        |                       |                               |
| Memphis      | 2013                             | Kei Nishikori          | Feliciano López       | 6−2, 6−3                      |
| Memphis      | 2012                             | Jürgen Melzer          | Milos Raonic          | 7−5, 7−6(4)                   |
| Memphis      | 2011                             | Andy Roddick (3)       | Milos Raonic          | 7−6(7), 6−7(11), 7−5          |
| Memphis      | 2010                             | Sam Querrey            | John Isner            | 6−7(3), 7−6(5), 6−3           |
| Memphis      | 2009                             | Andy Roddick           | Radek Štěpánek        | 7−5, 7−5                      |
| Memphis      | 2008                             | Steve Darcis           | Robin Söderling       | 6−3, 7−6(5)                   |
| Memphis      | 2007                             | Tommy Haas (3)         | Andy Roddick          | 6−3, 6−2                      |
| Memphis      | 2006                             | Tommy Haas             | Robin Söderling       | 6−3, 6−2                      |
| Memphis      | 2005                             | Kenneth Carlsen        | Maks Mirni            | 7−5, 7−5                      |
| Memphis      | 2004                             | Joachim Johansson      | Nicolas Kiefer        | 7−6(5), 6−3                   |
| Memphis      | 2003                             | Taylor Dent            | Andy Roddick          | 6−1, 6−4                      |
| Memphis      | 2002                             | Andy Roddick           | James Blake           | 6−4, 3−6, 7−5                 |
| Memphis      | 2001                             | Mark Philippoussis (2) | Davide Sanguinetti    | 6−3, 6−7(5), 6−3              |
| Memphis      | 2000                             | Magnus Larsson         | Byron Black           | 6−2, 1−6, 6−3                 |
| Memphis      | 1999                             | Tommy Haas             | Jim Courier           | 6−4, 6−1                      |
| Memphis      | 1998                             | Mark Philippoussis     | Michael Chang         | 6−3, 6−2                      |
| Memphis      | 1997                             | Michael Chang          | Todd Woodbridge       | 6−3, 6−4                      |
| Memphis      | 1996                             | Pete Sampras           | Todd Martin           | 6−4, 7−6(2)                   |
| Memphis      | 1995                             | Todd Martin (2)        | Paul Haarhuis         | 7−6(2), 6−4                   |
| Memphis      | 1994                             | Todd Martin            | Brad Gilbert          | 6−4, 7−5                      |
| Memphis      | 1993                             | Jim Courier            | Todd Martin           | 5−7, 7−6(4), 7−6(4)           |
| Memphis      | 1992                             | MaliVai Washington     | Wayne Ferreira        | 6−3, 6−2                      |
| Memphis      | 1991                             | Ivan Lendl             | Michael Stich         | 7−5, 6−3                      |
| Memphis      | 1990                             | Michael Stich          | Wally Masur           | 6−7, 6−4, 7−6                 |
| Memphis      | 1989                             | Brad Gilbert (2)       | Johan Kriek           | 6−2, 6−2, retirada            |
| Memphis      | 1988                             | Andre Agassi           | Mikael Pernfors       | 6−4, 6−4, 7−5                 |
| Memphis      | 1987                             | Stefan Edberg (2)      | Jimmy Connors         | 6−3, 2−1, retirada            |
| Memphis      | 1986                             | Brad Gilbert           | Stefan Edberg         | 7−5, 7−6                      |
| Memphis      | 1985                             | Stefan Edberg          | Yannick Noah          | 6−1, 6−0                      |
| Memphis      | 1984                             | Jimmy Connors (7)      | Henri Leconte         | 6−3, 4−6, 7−5                 |
| Memphis      | 1983                             | Jimmy Connors          | Gene Mayer            | 7−5, 6−0                      |
| Memphis      | 1982                             | Johan Kriek            | John McEnroe          | 6−3, 3−6, 6−4                 |
| Memphis      | 1981                             | Gene Mayer             | Roscoe Tanner         | 6−2, 6−4                      |
| Memphis      | 1980                             | John McEnroe           | Jimmy Connors         | 7−6, 7−6                      |
| Memphis      | 1979                             | Jimmy Connors          | Arthur Ashe           | 6−4, 5−7, 6−3                 |
| Memphis      | 1978                             | Jimmy Connors          | Tim Gullikson         | 7−6, 6−3                      |
| Memphis      | 1977                             | Björn Borg             | Brian Gottfried       | 6−4, 6−3, 4−6, 7−5            |
| Memphis      | 1976                             | Vijay Amritraj         | Stan Smith            | 6−2, 0−6, 6−0                 |
| Salisbury    | 1975                             | Jimmy Connors          | Vitas Gerulaitis      | 5−7, 7−5, 6−1, 3−6, 6−0       |
| Salisbury    | 1974                             | Jimmy Connors          | Frew McMillan         | 6−4, 7−5, 6−3                 |
| Salisbury    | 1973                             | Jimmy Connors          | Karl Meiler           | 6−2, 4−6, 7−6(0), 6−7(2), 6−3 |
| Salisbury    | 1972                             | Stan Smith             | Ilie Năstase          | 5−7, 6−2, 6−3, 6−4            |
| Salisbury    | 1971                             | Clark Graebner         | Cliff Richey          | 2−6, 7−6, 1−6, 7−6, 6−0       |

### Individual femení
| Localització  | Any  | Campiona                    | Finalista               | Resultat         |
| ------------- | ---- | --------------------------- | ----------------------- | ---------------- |
| Memphis       | 2013 | Marina Erakovic             | Sabine Lisicki          | 6−1, retirada    |
| Memphis       | 2012 | Sofia Arvidsson (2)         | Marina Erakovic         | 6−3, 6−4         |
| Memphis       | 2011 | Magdaléna Rybáriková        | Rebecca Marino          | 6−2, retirada    |
| Memphis       | 2010 | Maria Xaràpova              | Sofia Arvidsson         | 6−2, 6−1         |
| Memphis       | 2009 | Viktória Azàrenka           | Caroline Wozniacki      | 6−1, 6−3         |
| Memphis       | 2008 | Lindsay Davenport (2)       | Olga Govortsova         | 6−2, 6−1         |
| Memphis       | 2007 | Venus Williams (3)          | Shahar Pe'er            | 6−1, 6−1         |
| Memphis       | 2006 | Sofia Arvidsson             | Marta Domachowska       | 6−2, 2−6, 6−3    |
| Memphis       | 2005 | Vera Zvonariova (2)         | Meghann Shaughnessy     | 7−6(3), 6−2      |
| Memphis       | 2004 | Vera Zvonariova             | Lisa Raymond            | 4−6, 6−4, 7−5    |
| Memphis       | 2003 | Lisa Raymond (2)            | Amanda Coetzer          | 6−3, 6−2         |
| Memphis       | 2002 | Lisa Raymond                | Alexandra Stevenson     | 4−6, 6−3, 7−6(9) |
| Oklahoma City | 2001 | Monica Seles (2)            | Jennifer Capriati       | 6−3, 5−7, 6−2    |
| Oklahoma City | 2000 | Monica Seles                | Nathalie Dechy          | 6−1, 7−6(3)      |
| Oklahoma City | 1999 | Venus Williams              | Amanda Coetzer          | 6−3, 6−0         |
| Oklahoma City | 1998 | Venus Williams              | Joannette Kruger        | 6−3, 6−2         |
| Oklahoma City | 1997 | Lindsay Davenport           | Lisa Raymond            | 6−4, 6−2         |
| Oklahoma City | 1996 | Brenda Schultz-McCarthy (2) | Amanda Coetzer          | 6−3, 6−2         |
| Oklahoma City | 1995 | Brenda Schultz-McCarthy     | Elena Likhovtseva       | 6−1, 6−2         |
| Oklahoma City | 1994 | Meredith McGrath            | Brenda Schultz-McCarthy | 7−6(6), 7−6(4)   |
| Oklahoma City | 1993 | Zina Garrison-Jackson (2)   | Patty Fendick           | 6−2, 6−2         |
| Oklahoma City | 1992 | Zina Garrison-Jackson       | Lori McNeil             | 7−5, 3−6, 7−6    |
| Oklahoma City | 1991 | Jana Novotná                | Anne Smith              | 3−6, 6−3, 6−2    |
| Oklahoma City | 1990 | Amy Frazier                 | Manon Bollegraf         | 6−4, 6−2         |
| Oklahoma City | 1989 | Manon Bollegraf             | Leila Meskhi            | 6−4, 6−4         |
| Oklahoma City | 1988 | Lori McNeil                 | Brenda Schultz-McCarthy | 6−3, 6−2         |
| Oklahoma City | 1987 | Elizabeth Smylie            | Lori McNeil             | 4−6, 6−3, 7−5    |
| Oklahoma City | 1986 | Marcella Mesker             | Lori McNeil             | 6−4, 4−6, 6−3    |

### Dobles masculins
| Localització | Any                              | Campions                                  | Finalistes                            | Resultat            |
| Memphis      |                                  |                                           |                                       |                     |
| ------------ | -------------------------------- | ----------------------------------------- | ------------------------------------- | ------------------- |
| Memphis      | ATP World Tour 250               |                                           |                                       |                     |
| Memphis      | 2017                             | Brian Baker Nikola Mektić                 | Ryan Harrison Steve Johnson           | 6−3, 6−4            |
| Memphis      | 2016                             | Mariusz Fyrstenberg Santiago González (2) | Steve Johnson Sam Querrey             | 6−4, 6−4            |
| Memphis      | 2015                             | Mariusz Fyrstenberg Santiago González     | Artem Sitak Donald Young              | 5−7, 7−6(1), [10−8] |
| Memphis      | 2014                             | Eric Butorac Raven Klaasen                | Bob Bryan Mike Bryan                  | 6−4, 6−4            |
| Memphis      | ATP World Tour 500 / Series Gold |                                           |                                       |                     |
| Memphis      | 2013                             | Bob Bryan Mike Bryan (3)                  | James Blake Jack Sock                 | 6−1, 6−2            |
| Memphis      | 2012                             | Maks Mirni Daniel Nestor (2)              | Ivan Dodig Marcelo Melo               | 4−6, 7−5, [10−7]    |
| Memphis      | 2011                             | Maks Mirni Daniel Nestor                  | Eric Butorac Jean-Julien Rojer        | 6−2, 6−7(6), [10−3] |
| Memphis      | 2010                             | John Isner Sam Querrey                    | Ross Hutchins Jordan Kerr             | 6−4, 6−4            |
| Memphis      | 2009                             | Mardy Fish Mark Knowles                   | Travis Parrott Filip Polášek          | 7−6(7), 6−1         |
| Memphis      | 2008                             | Mahesh Bhupathi Mark Knowles              | Sanchai Ratiwatana Sonchat Ratiwatana | 7−6(5), 6−2         |
| Memphis      | 2007                             | Eric Butorac Jamie Murray                 | Julian Knowle Jürgen Melzer           | 7−5, 6−3            |
| Memphis      | 2006                             | Ivo Karlović Chris Haggard                | James Blake Mardy Fish                | 0−6, 7−5, [10−5]    |
| Memphis      | 2005                             | Simon Aspelin Todd Perry                  | Bob Bryan Mike Bryan                  | 6−4, 6−4            |
| Memphis      | 2004                             | Bob Bryan Mike Bryan                      | Jeff Coetzee Chris Haggard            | 6−3, 6−4            |
| Memphis      | 2003                             | Mark Knowles Daniel Nestor                | Bob Bryan Mike Bryan                  | 6−2, 7−6            |
| Memphis      | 2002                             | Brian MacPhie Nenad Zimonjić              | Bob Bryan Mike Bryan                  | 6−3, 3−6, [10−4]    |
| Memphis      | 2001                             | Bob Bryan Mike Bryan                      | Alex O'Brien Jonathan Stark           | 6−2, 6−2            |
| Memphis      | 2000                             | Justin Gimelstob Sébastien Lareau         | Jim Grabb Richey Reneberg             | 6−4, 6−4            |
| Memphis      | 1999                             | Todd Woodbridge Mark Woodforde (4)        | Sébastien Lareau Alex O'Brien         | 6−4, 7−5            |
| Memphis      | 1998                             | Todd Woodbridge Mark Woodforde            | Ellis Ferreira David Roditi           | 6−4, 6−2            |
| Memphis      | 1997                             | Ellis Ferreira Patrick Galbraith          | Rick Leach Jonathan Stark             | 6−2, 6−3            |
| Memphis      | 1996                             | Mark Knowles Daniel Nestor                | Todd Woodbridge Mark Woodforde        | 7−6, 1−6, 6−4       |
| Memphis      | 1995                             | Jared Palmer Richey Reneberg              | Tommy Ho Brett Steven                 | 7−5, 6−3            |
| Memphis      | 1994                             | Byron Black Jonathan Stark                | Jim Grabb Jared Palmer                | 6−2, 6−4            |
| Memphis      | 1993                             | Todd Woodbridge Mark Woodforde            | Jacco Eltingh Paul Haarhuis           | 6−4, 4−6, 6−3       |
| Memphis      | 1992                             | Todd Woodbridge Mark Woodforde            | Kevin Curren Gary Muller              | 7−6, 6−1            |
| Memphis      | 1991                             | Michael Stich Udo Riglewski               | John Fitzgerald Laurie Warder         | 6−2, 6−7, 6−3       |
| Memphis      | 1990                             | Darren Cahill Mark Kratzmann              | Udo Riglewski Michael Stich           | 6−3, 6−2            |
| Memphis      | 1989                             | Paul Annacone Christo van Rensburg        | Scott Davis Tim Wilkison              | 6−4, 6−2            |
| Memphis      | 1988                             | Kevin Curren David Pate                   | Peter Lundgren Mikael Pernfors        | 6−3, 7−5            |
| Memphis      | 1987                             | Anders Järryd Jonas Svensson              | Sergio Casal Emilio Sánchez Vicario   | 6−2, 6−4            |
| Memphis      | 1986                             | Ken Flach Robert Seguso                   | Guy Forget Anders Järryd              | 2−6, 7−6, 7−6       |
| Memphis      | 1985                             | Pavel Složil Tomáš Šmíd                   | Kevin Curren Steve Denton             | 6−7, 7−6, 7−6       |
| Memphis      | 1984                             | Fritz Buehning Peter Fleming              | Heinz Günthardt Tomáš Šmíd            | 7−5, 7−6            |
| Memphis      | 1983                             | Peter McNamara Paul McNamee               | Tim Gullikson Tom Gullikson           | 6−1, 6−1            |
| Memphis      | 1982                             | Kevin Curren Steve Denton                 | John McEnroe Peter Fleming            | 6−4, 7−5            |
| Memphis      | 1981                             | Gene Mayer Sandy Mayer                    | Mike Cahill Tom Gullikson             | 6−2, 6−4            |
| Memphis      | 1980                             | John McEnroe Brian Gottfried              | Rod Frawley Tomáš Šmíd                | 6−3, 6−4            |
| Memphis      | 1979                             | Tom Okker Wojciech Fibak                  | Frew McMillan Dick Stockton           | 6−1, 6−4            |
| Memphis      | 1978                             | Brian Gottfried Raúl Ramírez              | Phil Dent John Newcombe               | 3−6, 7−6, 6−2       |
| Memphis      | 1977                             | Sherwood Stewart Fred McNair              | Robert Lutz Stan Smith                | 4−6, 7−6, 7−6       |
| Memphis      | 1976                             | Vijay Amritraj Anand Amritraj             | Marty Riessen Roscoe Tanner           | 6−3, 6−4            |
| Salisbury    | 1975                             | Jimmy Connors Ilie Năstase                | Jan Kodeš Roger Taylor                | 4−6, 6−3, 6−3       |
| Salisbury    | 1974                             | Jimmy Connors Frew McMillan               | Byron Bertram Andrew Pattison         | 7−5, 6−2            |
| Salisbury    | 1973                             | Clark Graebner Ilie Năstase               | Jürgen Fassbender Juan Gisbert        | 6−2, 6−4            |
| Salisbury    | 1972                             | Andrés Gimeno Manuel Orantes              | Juan Gisbert Vladimir Zednik          | 4−6, 6−3, 6−4       |
| Salisbury    | 1971                             | Juan Gisbert Manuel Orantes               | Clark Graebner Thomaz Koch            | 7−6, 6−2            |

### Dobles femenins
| Localització  | Any  | Campiones                              | Finalistes                                     | Resultat         |
| ------------- | ---- | -------------------------------------- | ---------------------------------------------- | ---------------- |
| Memphis       | 2013 | Kristina Mladenovic Galina Voskobóieva | Sofia Arvidsson Johanna Larsson                | 7−6(5), 6−3      |
| Memphis       | 2012 | Andrea Hlaváčková Lucie Hradecká       | Vera Duixévina Olga Govortsova                 | 6−3, 6−4         |
| Memphis       | 2011 | Olga Govortsova Al·la Kudriàvtseva     | Andrea Hlaváčková Lucie Hradecká               | 6−3, 4−6, [10−8] |
| Memphis       | 2010 | Vania King Michaëlla Krajicek          | Bethanie Mattek-Sands Meghann Shaughnessy      | 7−5, 6−2         |
| Memphis       | 2009 | Viktória Azàrenka Caroline Wozniacki   | Yuliana Fedak Michaella Krajicek               | 6−1, 7−6(2)      |
| Memphis       | 2008 | Lindsay Davenport Lisa Raymond         | Angela Haynes Mashona Washington               | 6−3, 6−1         |
| Memphis       | 2007 | Nicole Pratt Bryanne Stewart           | Jarmila Gajdošová Akiko Morigami               | 7−5, 4−6, [10−5] |
| Memphis       | 2006 | Lisa Raymond Samantha Stosur           | Viktória Azàrenka Caroline Wozniacki           | 7−6(2), 6−3      |
| Memphis       | 2005 | Miho Saeki Yuka Yoshida                | Laura Granville Abigail Spears                 | 6−3, 6−4         |
| Memphis       | 2004 | Åsa Svensson Meilen Tu                 | Maria Xaràpova Vera Zvonariova                 | 6−4, 7−6(0)      |
| Memphis       | 2003 | Akiko Morigami Saori Obata             | Alina Jidkova Bryanne Stewart                  | 6−1, 6−1         |
| Memphis       | 2002 | Ai Sugiyama Elena Tatarkova            | Melissa Middleton Brie Rippner                 | 6−4, 2−6, 6−0    |
| Oklahoma City | 2001 | Amanda Coetzer Lori McNeil             | Janet Lee Wynne Prakusya                       | 6−3, 2−6, 6−0    |
| Oklahoma City | 2000 | Kimberly Po Corina Morariu             | Tamarine Tanasugarn Elena Tatarkova            | 6−4, 4−6, 6−2    |
| Oklahoma City | 1999 | Lisa Raymond Rennae Stubbs             | Amanda Coetzer Jessica Steck                   | 6−3, 6−4         |
| Oklahoma City | 1998 | Serena Williams Venus Williams         | Cătălina Cristea Kristine Kunce                | 7−5, 6−2         |
| Oklahoma City | 1997 | Rika Hiraki Nana Miyagi                | Marianne Werdel-Witmeyer Tami Whitlinger-Jones | 6−4, 6−1         |
| Oklahoma City | 1996 | Chanda Rubin Brenda Schultz-McCarthy   | Katrina Adams Debbie Graham                    | 6−4, 6−3         |
| Oklahoma City | 1995 | Nicole Arendt Laura Golarsa            | Katrina Adams Brenda Schultz-McCarthy          | 6−4, 6−3         |
| Oklahoma City | 1994 | Patty Fendick Meredith McGrath         | Katrina Adams Manon Bollegraf                  | 7−6(3), 6−2      |
| Oklahoma City | 1993 | Patty Fendick Zina Garrison-Jackson    | Katrina Adams Manon Bollegraf                  | 6−3, 6−2         |
| Oklahoma City | 1992 | Lori McNeil Nicole Provis              | Katrina Adams Manon Bollegraf                  | 3−6, 6−4, 7−6(6) |
| Oklahoma City | 1991 | Meredith McGrath Anne Smith            | Katrina Adams Jill Hetherington                | 6−2, 6−4         |
| Oklahoma City | 1990 | Mary Lou Daniels Wendy White           | Manon Bollegraf Lise Gregory                   | 7−5, 6−2         |
| Oklahoma City | 1989 | Lori McNeil Betsy Nagelsen             | Elise Burgin Elizabeth Smylie                  | Renúncia         |
| Oklahoma City | 1988 | Jana Novotná Catherine Suire           | Catarina Lindqvist Tine Scheuer Larsen         | 6−4, 6−4         |
| Oklahoma City | 1987 | Svetlana Parkhomenko Larisa Savchenko  | Lori McNeil Kim Sands                          | 6−4, 6−4         |
| Oklahoma City | 1986 | Marcella Mesker Pascale Paradis        | Lori McNeil Catherine Suire                    | 2−6, 7−6(1), 6−1 |